# ميروبينم/فابورباكتام
ميروبينم/فابورباكتام (اسمه التجاري هو Vabomere) وهو دواء مركب بجرعات ثابتة يستخدم لعلاج عدوى الجهاز البولي. يتكوّن هذا المركب من ميروبينم الذي يعدّ من مضادات بيتا-لاكتام ومن فابروباكتام الذي يعتبر من مثبطات البيتا_لاكتاميز. في الولايات المتحدة، تم اعتماده من قِبَل إدارة الغذاء والدواء لعلاج عدوى الجهاز البولي و إلتهاب الحويضة والكلية.